# フセン・ハルムルザエフ
フセン・ハルムルザエフ（Khusen Khalmurzaev　1993年10月9日- ）はロシアのイングーシ共和国出身の柔道選手。階級は90kg級。リオデジャネイロオリンピック81kg級金メダリストであるハサン・ハルムルザエフとは双子の兄弟。

## 人物
2011年のヨーロッパジュニア90kg級で優勝すると、世界ジュニアでは2位となった。2015年のユニバーシアードでは決勝で地元韓国の郭同韓に敗れて2位だった。2016年には世界ランキング上位選手が集まるワールドマスターズの決勝でベイカー茉秋と対戦すると、GSに入ってから大腰の有効で敗れた。ロンドンオリンピック5位のキリル・デニソフとリオデジャネイロオリンピック代表争いを演じていたが、結果として双子の兄弟でのオリンピック出場はならなかった。2017年にはグランプリ・デュッセルドルフで2位、ヨーロッパ選手権でも3位となった。2019年の世界団体では3位になった。
IJF世界ランキングは2400ポイント獲得で18位(23/6/19現在)。

## 年齢詐称疑惑
フセン・ハルムルザエフは1993年10月9日生まれということになっているが、実際はそれより3年早く生まれているという疑惑が存在する。2011年の世界ジュニア90kg級で2位になったが、この大会は開催年の12月31日時点で男女とも15歳以上20歳未満の選手がジュニア年齢と規定されているため、もしその疑惑が事実ならこの大会においてハルムルザエフに出場資格はなく、規定違反に該当することとなる。なお、81kg級で活躍する双子の兄弟であるハサン・ハルムルザエフも2009年の世界カデ81kg級で優勝した際に年齢詐称疑惑が持ち上がった。

## 主な戦績
- 2011年 - ヨーロッパジュニア　優勝
- 2011年 - 世界ジュニア　2位
- 2013年 - グランプリ・アルマトイ　3位
- 2014年 - グランプリ・ブダペスト　3位
- 2015年 - ユニバーシアード　2位
- 2015年 - グランドスラム・チュメニ　3位
- 2016年 - グランプリ・サムスン　優勝
- 2016年 - ワールドマスターズ　2位
- 2016年 - グランドスラム・チュメニ　2位
- 2016年 - グランドスラム・東京　5位
- 2017年 - グランプリ・デュッセルドルフ　2位
- 2017年 - ヨーロッパ選手権　個人戦　3位　団体戦　2位
- 2017年 -　グランプリ・フフホト　優勝
- 2018年 -　グランプリ・アガディール　優勝
- 2018年 - ヨーロッパ選手権　団体戦　3位
- 2019年 - ヨーロッパ競技大会個人戦　3位　団体戦　優勝
- 2019年 - 世界団体　3位
- 2019年 - グランプリ・タシュケント　2位
- 2021年 -　グランプリ・ザグレブ　3位
- 2021年 -　グランドスラム・パリ 2位
- 2021年 -　ヨーロッパ選手権　団体戦　3位
- 2023年 -　グランドスラム・アスタナ　5位

(出典、JudoInside.com)